# Eugen Tomac
Eugen Tomac (Babele, 27 giugno 1981) è un politico romeno.
È europarlamentare dal 2019, prima come rappresentante del Gruppo del Partito Popolare Europeo e poi di Renew Europe.
Precedentemente è stato membro della camera dei deputati della Romania in due mandati, segretario di Stato per i rumeni nel mondo dei governi Boc e Ungureanu e consigliere del presidente della Romania Traian Băsescu.
È stato a più riprese presidente del Partito del Movimento Popolare.

## Biografia

### Formazione
È nato nel villaggio di Babele (in ucraino Озерне) nel Distretto di Izmaïl, in Ucraina, da una famiglia di etnia rumena. Si è trasferito in Romania a 17 anni grazie a una borsa di studio offerta dal governo.
Ha seguito dei corsi presso il centro "Eudoxiu Hurmuzachi" per i rumeni all'estero e nel 2003 si è laureato in storia all'Università di Bucarest con una tesi dal titolo «Bessarabia, provincia rumena alla periferia dell'URSS». Nel 2005 ha conseguito un master sulla storia della Romania nel XX secolo presso lo stesso ateneo con la tesi «Meccanismi di denazionalizzazione in URSS».

### Attività professionale
Nel 2000 ha fondato la "Lega dei giovani rumeni nel mondo" e nel 2005 il "Centro per l'educazione democratica", associazioni in cui ha organizzato attività educative per gli studenti e per le comunità rumene oltre i confini del paese. Tra il 2004 e il 2006 ha gestito il programma "News to know" per ragazzi provenienti dalle zone rurali svantaggiate della Romania, con il supporto del Dipartimento di Stato degli Stati Uniti d'America.
È stato redattore per la rivista "Magazin istoric" (2004-2006) e professore all'Istituto "Eudoxiu Hurmuzachi" (2007-2008). Ha collaborato inoltre come giornalista con "Ziua", "Confluențe", Radio România Cultural e Televiziunea Română.

### Segretario di Stato
Nel 2005 è stato assunto dall'amministrazione presidenziale di Traian Băsescu come consigliere sui problemi dei rumeni all'estero.
Nel 2008 si è iscritto al Partito Democratico Liberale, di cui è stato primo vicepresidente della filiale estera fino al 2012. Il partito lo ha candidato come deputato alle parlamentari del 2008 nel collegio n. 2 per l'Europa orientale e l'Asia ma, nonostante abbia ricevuto il maggior numero di preferenze (1.427), non ha ottenuto l'elezione per via della ripartizione dei seggi stabilita dalla legge elettorale.
Nel gennaio 2009 è stato indicato dal governo Boc quale segretario di Stato per le relazioni con i rumeni nel mondo in seno al ministero degli esteri. Nel dicembre dello stesso anno, in seguito all'istituzione del Dipartimento per i rumeni nel mondo, ente in subordine al primo ministro, è stato trasferito alla guida della nuova struttura. È stato confermato nello stesso ruolo anche nel successivo governo Ungureanu. Durante l'incarico ha promosso la semplificazione delle procedure per l'acquisizione della cittadinanza rumena da parte dei moldavi e ha supportato altre iniziative per la Moldavia, quali donazioni di libri per le biblioteche e le scuole. Dopo la sfiducia al governo Ungureanu, l'11 maggio 2012 si è dimesso da segretario di Stato.
Il 18 maggio 2012 è stato nominato consigliere di Stato del presidente Băsescu presso il Dipartimento per le relazioni internazionali e le politiche europee.

### Deputato
Al voto del 9 dicembre 2012 ha conseguito il 78% delle preferenze nel collegio n. 2 della sezione estero ed è stato eletto deputato. Il 21 dicembre è stato nominato presidente della Commissione per le comunità di rumeni nel mondo della camera. Da deputato ha avuto varie prese di posizione per il sostegno alla comunità rumena di Timočka Krajina in Serbia, sulla sua rappresentatività istituzionale, sull'insegnamento in lingua romena nell'area e sul riconoscimento del diritto di culto ortodosso rumeno. Si è inoltre espresso per l'agevolazione del riconoscimento della cittadinanza agli abitanti di etnia rumena negli altri stati. Nel maggio 2013 ha aperto un proprio ufficio parlamentare a Chișinău in Moldavia.
Ha ceduto la presidenza della commissione per i rumeni all'estero nel settembre 2013, in seguito alla decisione di lasciare il PDL. Nel corso della legislatura è stato anche membro della Commissione comune per l'integrazione europea tra il Parlamento della Romania e il Parlamento della Repubblica di Moldavia (da marzo 2013 ad aprile 2014).
Nel 2015 è stato inserito dalla Russia in una lista nera in cui figuravano 89 politici e funzionari dell'Unione europea a cui non era consentito l'ingresso nel paese, in risposta al regime di sanzioni contro Mosca.

### Presidente del Partito del Movimento Popolare
Al fianco di altri collaboratori del presidente della Romania, nel 2013 è stato tra i fondatori del Partito del Movimento Popolare, formazione politica di centro-destra voluta da Băsescu dopo i conflitti con la dirigenza del PDL. Tra gli obiettivi del partito figuravano il sostegno all'integrazione europea della Moldavia e, a lungo termine, la sua riunificazione con la Romania. Tomac ne è stato presidente ad interim dal 23 luglio 2013 fino all'organizzazione del primo congresso del partito del 7 giugno 2014, quando è stato nominato vicepresidente. È tornato alla guida del PMP nel gennaio 2015, in conseguenza delle dimissioni di Elena Udrea. È poi stato confermato al congresso dell'8 febbraio 2015.
Nell'ottobre 2015 ha lasciato la presidenza a Traian Băsescu, appena iscrittosi al partito, mentre Tomac ha assunto la funzione di presidente esecutivo, che è stata formalizzata nel marzo dell'anno successivo.
Alle elezioni locali del 2016 si è candidato a sindaco del Settore 1 di Bucarest ed è arrivato quarto con il 7% dei voti. Nel dicembre dello stesso anno è stato rieletto deputato per un secondo mandato. È stato quindi capogruppo del PMP alla camera, membro della Commissione per la politica estera, di quella per gli affari europei e di quella per l'integrazione europea della Moldavia.
Il 16 giugno 2018 è succeduto a Băsescu alla presidenza del PMP. Si è dimesso il 9 dicembre 2020, dopo l'insuccesso delle elezioni parlamentari, alle quali il PMP non ha oltrepassato la soglia di sbarramento.
È tornato per la quarta volta alla presidenza del PMP dopo il congresso del 19 febbraio 2022, ma la sua nomina è stata contestata in tribunale dal suo predecessore Cristian Diaconescu, lo che accusava di violazioni procedurali allo statuto e si riteneva il presidente legittimo del partito.

### Europarlamentare
Alle europee del 2019 è stato eletto europarlamentare nelle liste del PMP insieme a Traian Băsescu e ha aderito al Gruppo del Partito Popolare Europeo. Al Parlamento europeo ha rivestito i ruoli di membro della Commissione per l'occupazione e gli affari sociali e della sottocommissione per i diritti dell'uomo e di membro sostituto della Commissione speciale sulle ingerenze straniere in tutti i processi democratici nell'Unione europea, inclusa la disinformazione. Ha fatto parte della delegazione all'assemblea parlamentare Euronest e dei comitati per le relazioni con la Serbia, l'Armenia, l'Azerbaigian e la Georgia.
In qualità di eurodeputato le sue attività si sono concentrare sul partenariato orientale e sui Balcani, nonché sulla democrazia, lo stato di diritto, i diritti umani, l'occupazione e le politiche sociali, la protezione della diaspora rumena e i diritti della minoranza rumena nel mondo. Nei suoi interventi nella plenaria del Parlamento europeo ha condannato la Russia e la Bielorussia per le presunte violazioni dei diritti umani, dello stato di diritto, della libertà di parola e contro le supposte interferenze di Mosca nella politica di altri Stati sovrani. Inoltre ha spesso espresso preoccupazione per la presenza di militari russi sul territorio della Repubblica di Moldavia e ha segnalato il pericolo dell'ammasso di truppe russe al confine ucraino.
Ha manifestato in più occasioni il proprio sostegno per l'adesione di Romania e Bulgaria all'area Schengen. Nel dicembre 2022 si è rivolto alla Corte di giustizia dell'Unione europea contro il veto posto dall'Austria alla Romania in sede di Consiglio Giustizia e Affari interni, invocando una violazione del diritto alla libera circolazione dei cittadini. Il 26 ottobre 2023 il tribunale ha respinto il suo ricorso poiché inammissibile. Nel 2024, dopo l'adesione a Schengen per le sole frontiere marittime e aeree, ha criticato quelle che a suo modo di vedere erano le debolezze e le reticenze delle autorità di Bucarest e ha sollecitato un'accelerazione dei negoziati per l'apertura anche dei confini terrestri.
È stato rieletto alle europee del 2024 nelle liste della coalizione Alleanza Destra Unita. Nella nuova legislatura è passato dal PPE a Renew Europe, gruppo parlamentare di cui facevano parte gli alleati dell'Unione Salvate la Romania..